# غار لوماس ریشی
غار لوماس ریشی (به انگلیسی: Lomas Rishi Cave) یکی از غارهای دست‌ساز بارابار در تپه‌های بارابار و ناگارجونی در بخش جهان‌آباد، ایالت بیهار، هند است. این غار سنگ‌تراشی صخره ای به عنوان ایجاد مکانی امن، کنده‌کاری شده است. این بنا در دوره آشوکان در امپراتوری موریا در قرن سوم قبل از میلاد، به عنوان بخشی از معماری مقدس آجیویکاها، یک گروه مذهبی و فلسفی باستانی هند که رقیب جینیسم بود و با گذشت زمان منقرض شد، ساخته شد. آجیویکاها آتئیست بودند و مناسک پورانیک کارما کاندا و همچنین عقاید بودایی را قبول نداشتند. آنها گروهی زاهد بودند و در غارهای بارابار مراقبه می‌کردند.  با این حال، غار لوماس ریشی برخلاف بیشتر غارهای دیگر بارابار، فاقد کتیبه‌ای صریح، مختص به آجیویکاها است و ممکن است توسط آشوکا برای بودایی‌ها ساخته شده باشد.
نمای کومه‌ای در ورودی غار، قدیمی‌ترین شکل اوجی موجود از "طاق چایتیا " یا چاندراشالا است که قرار بود برای قرن‌ها یکی از ویژگی‌های مهم معماری سنگ‌تراشی صخره‌ای هندی و تزئینات تندیس سازی باشد. این فرم به وضوح یک بازتولید سنگ ساختمانی از ساختار چوبی و سایر مواد گیاهی بود.
به گفته پیا برانکاچیو، غار لوماس ریشی، همراه با غار سوداما که در نزدیکی آن واقع شده، توسط بسیاری از پژوهشگران به عنوان نمونه اولیه غارهای بودایی در غرب دکن، به ویژه گونه ساختار تالار چایتیا که بین قرن دوم پیش از میلاد و قرن دوم پس از میلاد ساخته شده است، در نظر گرفته می‌شود.
نخست یک تالار بزرگ است که بعد از ورود در کنار آن به شکل مستطیل به ابعاد ۹٫۸۶x۵٫۱۸ متر بوده و به عنوان سالن اجتماعات عمل می‌کرد. داخل تالار دوم کوچکتر است که اتاقی نیمکره به قطر ۵ متر با سقفی به شکل گنبد است و از اتاق مستطیل شکل با راه‌گذر باریک مستطیل شکل به آن راه پیدا می‌کند. سطوح داخلی اتاقک‌ها بسیار ظریف ساخته شده‌اند.

## موقعیت

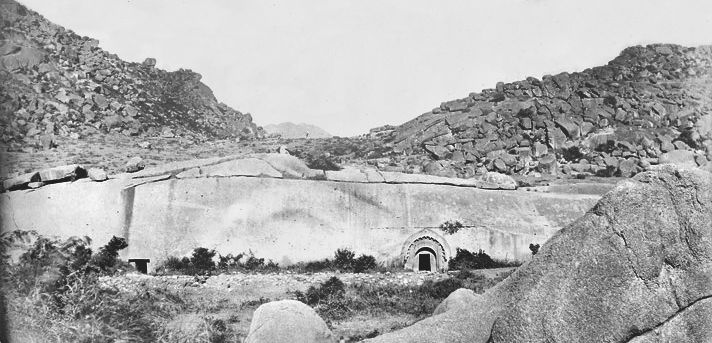
غارهای لوماس ریشی و سوداما (سمت چپ)

غار لوماس ریشی درون صخره گرانیتی یکپارچه سخت تپه‌های بارابار کنده‌کاری شده است که در سمت چپ آن غار کوچکتر سوداما قرار دارد. این سایت به رودخانه فالگو نزدیک است و مرکز اطلاعات غارهای بارابار در نزدیکی آن واقع شده است. غار در فاصله ۳۰ کیلومتر (۱۹ مایل) از سمت شمال گایا در ایالت بیهار در هند، و حدود ۱٬۵۰۰ کیلومتر (۹۳۰ مایل) از غارهای آجانتا قرار گرفته است. این مکان از دیگر سایت‌های باستان‌شناسی اصلی مرتبط با هنر و معماری، در فاصله دوری قرار دارد. برای مثال، این مکان در فاصله‌ای حدود ۱٬۰۰۰ کیلومتر (۶۲۰ مایل) از ماتورا و حدود ۲٬۲۰۰ کیلومتر (۱٬۴۰۰ مایل) از گنداره واقع شده است.

## تاریخچه
در طی حکمرانی آشوکا در امپراطوری مائوریان، غار لوماس ریشی کنده‌کاری شد و به راهبان آجیویکا اهداء گردید. قدمت آن به قرن سوم قبل از میلاد بازمی‌گردد. تعدادی غار دیگر در همان تپه‌های از جنس گرانیت، که همگی به قرن سوم قبل از میلاد تعلق داشتند، بر اساس کتیبه‌های یافت شده در غارها منتج شدند. نام شش غار دیگر کاران چاوپار، غار سوداما، غار ویشمیترا، غار گوپی، غار واپیاکا و غار واداتیکا هستند. سه غار آخری در تپه ناگارجونی واقع شده‌اند که در شرق تپه بارابار قرار گرفته است.

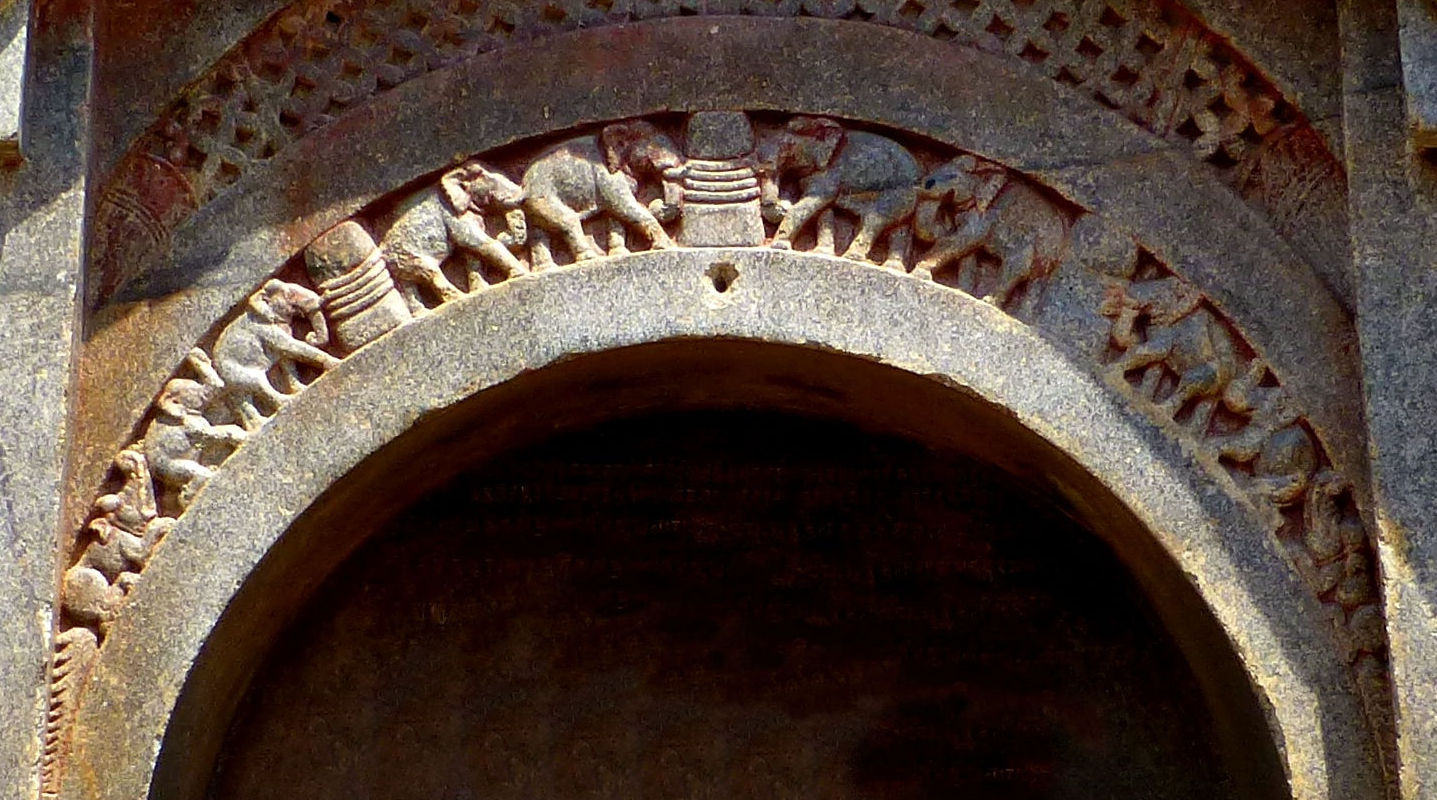
درگاه دارای نقش و نگار.

برجس در پژوهش‌های خودش مربوط به غار معبد در قرن نوزدهم، غار آجیویکا لوماس ریشی را یک نقطه عطف تثبیت کننده برای گاه‌شماری غار مطرح کرد. به گفته پیا برانکاچیو، غار لوماس ریشی، همراه با غار سوداما که در نزدیکی آن واقع شده، توسط بسیاری از پژوهشگران به عنوان نمونه اولیه غارهای بودایی در غرب دکن، به ویژه گونه ساختار تالار چایتیا که بین قرن دوم پیش از میلاد و قرن دوم پس از میلاد ساخته شده است، در نظر گرفته می‌شود.
طبق گفته آرتور باشام، فیل و سایر نقوش حکاکی شده در طاق خاطرنشان درگاه ورودی و دیوار غار لوماس ریشی از آجیویکا است، و این امر از کتیبه آشوکا که غارهای اینجا را به آنها داده است متصور است و به این نکته اشاره دارد که آنها ساکنان اصلی و اولیه آن بوده‌اند. آجیویکاها برای مدتی غار را رها کردند که بودایی‌ها مبادرت به استفاده از آن کردند و این امر به این دلیل است که کتیبه‌های بودیمولا (Bodhimula) و کلسا-کانتارا (Klesa-kantara) در چارچوب درگاه وجود دارد. مدتی بعد در قرن پنجم یا ششم، یک پادشاه هندو به نام آنانتاوارمان از دودمان ماوکاری (Maukhari)، یک تمثال کریشنا به غار اهداء کرد. دلیل این امر یک کتیبه سانسکریت موجود روی طاق است.

## ویژگی

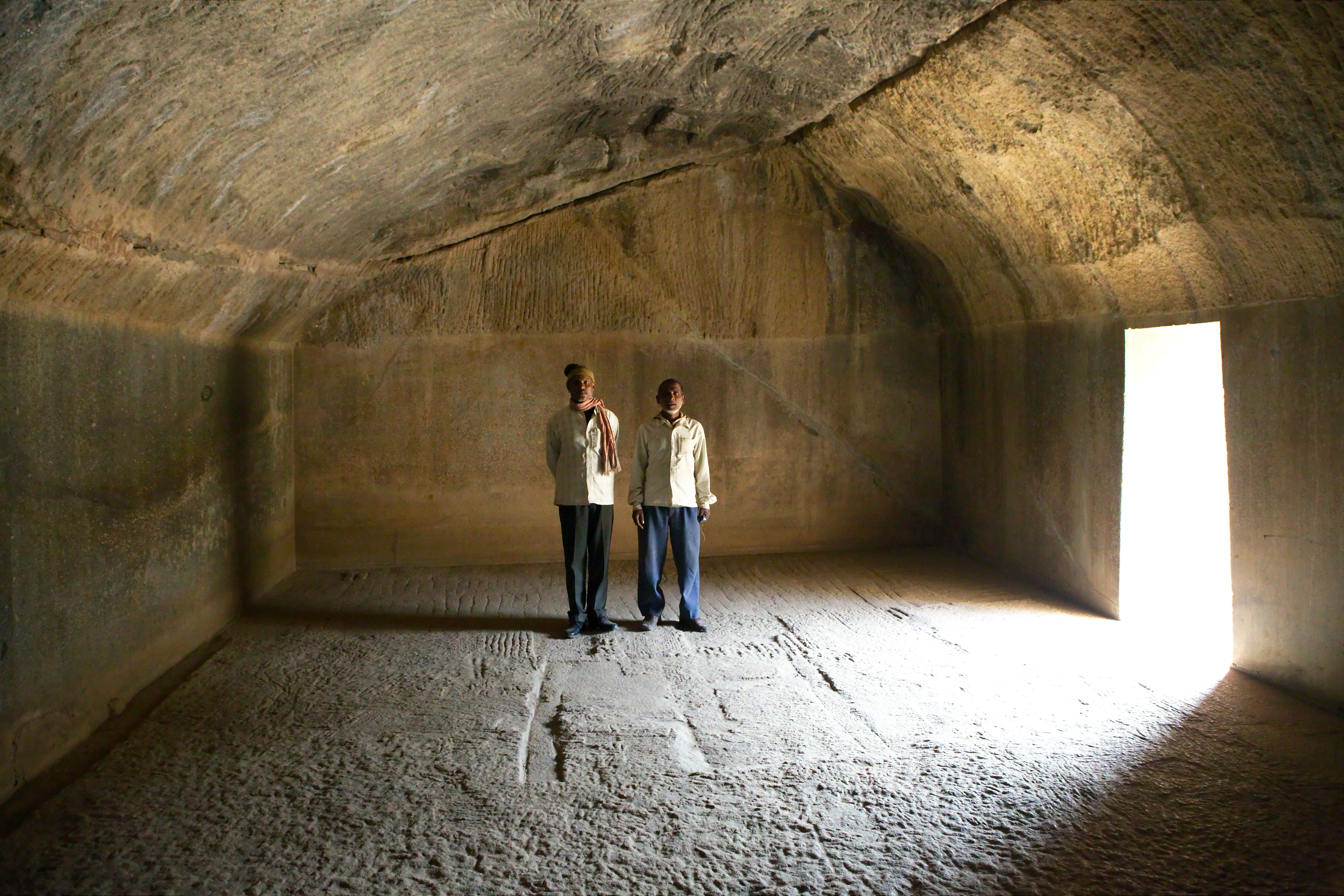
فضای درونی (سقف و کف) غار لوماس ریشی که تکمیل نگردید.

این غار دارای سر در قوسی شکل است که از معماری چوبی هم دوره خود نسخه برداری کرده است. روی درگاه ردیفی از فیل نقش بسته است که به نظر می‌رسد در مسیر نماد استوپا، در امتداد فرسب منحنی، از دو سمت به سوی بالا و راس طاق در حال پیشروی هستند. این از مشخصه فرم «طاق چایتیا» یا چاندراشالا است که برای قرن‌ها یک ویژگی با اهمیت در معماری و تندیس‌سازی صخره‌ای بوده است. آن به‌طور واضح بازتولید سنگی از بناهای چوبی و دیگر مواد گیاهی است. بنا بر اظهارات سواراج پراکاش گوپتا، غارهای کوندیویت و گونتوپالی (Guntupalli) وارث بلافصل غارهای لوماس ریشی هستند. نمای غار سنگ‌تراشیده صخره‌ای به شکل کاشانه گالی پوش شده است که توسط چارچوب‌های چوبی نگه داشته شده و یک درگاه ورودی دارد که همانند معماری چوبی با ظرافت کنده‌کاری شده است. پیش‌آمدگی آن به صورت منحنی است و انتهای آن به شکل استوانه مدور (pot) است. آذین بندی روی «فرسب منحنی» شامل فیل‌های حکاکی شده است که از دو سمت به سوی بالای ساختاری شبیه استوپا در حال پیشروی هستند.
غار لوماس ریشی هیچ گونه کتیبه‌ای از آشوکا در خود ندارد، شاید به خاطر این بوده که غار به علت مخاطرات لغزش ساختار صخره هیچگاه تکمیل نشده است. هر چند به‌طور کلی نظر بر این است که به دلیل شباهت ساختار داخلی و میزان صیقل کاری سطوح سنگی، همچون دیگر غارها در حدود سال ۲۵۰ قبل از میلاد ایجاد شده باشد، دیوارها به جز طاق که در کنده‌کاری آن وقفه ایجاد شد، به‌طور کامل صیقل‌کاری شده‌اند. کتیبه‌ای از آنانتاوارمان که مربوط به قرن پنجم بعد از میلاد است در بالای درگاه ورودی قرار دارد.
نتیجه نهایی

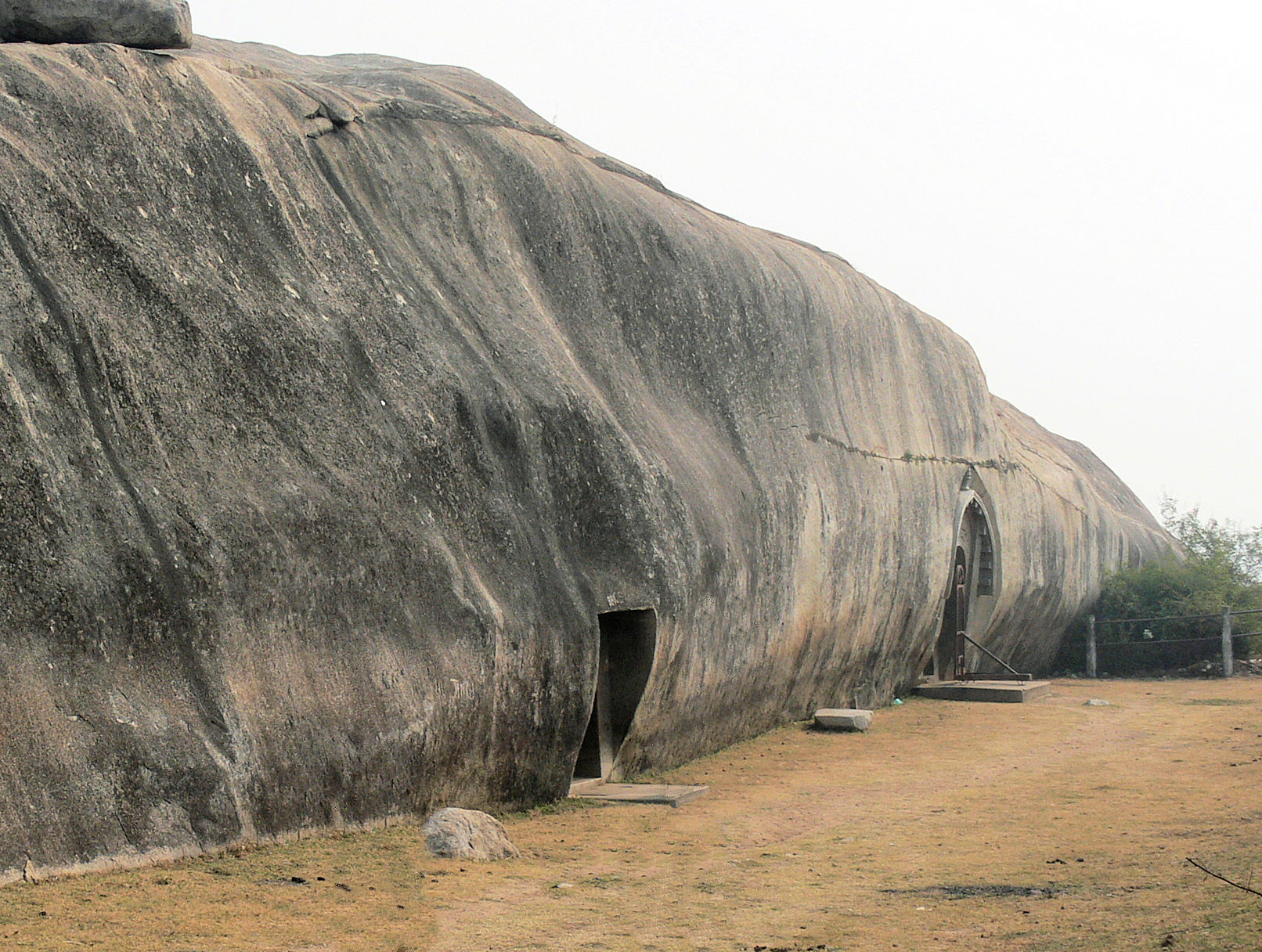
ورودی غار سوداما که همجوار آن غار لوماس ریشی قرار دارد.

طبق اظهارات گوپتا، این فرضیه که غار لوماس ریشی به دلیل وضعیت عدم اتمام کار ساخت غار موفق به دریافت کتیبه آشوکا نگردیده است با در نظر گرفتن این واقعیت که غار ویواشکارما (Vivaskarma) هر چند هنوز تکمیل نشده بود ولی توسط آشوکا تقدیس سازی (وقف کردن) برای آن صورت گرفته بود، باعث تضعیف این فرضیه می‌شود؛ بنابراین تقدیس سازی (وقف کردن) یک غار می‌تواند در طی ساخت آن صورت پذیرد. این می‌تواند بر این امر دلالت کند که غار لوماس ریشی به همراه نقوش برجسته‌اش، در واقع به دوران بعد از حکمرانی آشوکا بازمی‌گردد.

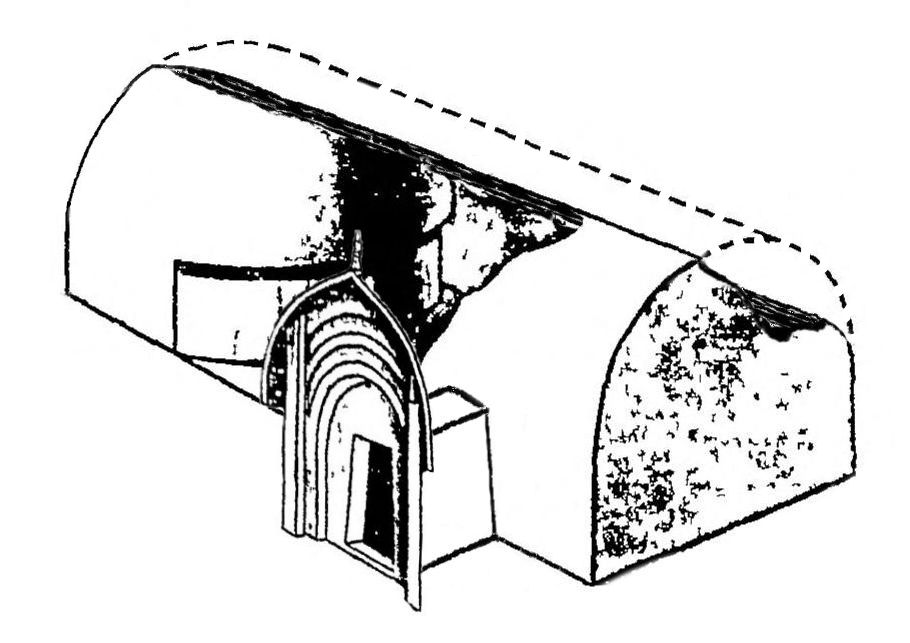
نمایش سه بعدی از غار لوماس ریشی. کنده‌کاری طاق غار هیچگاه تکمیل نشد.

در واقع گوپتا اعتقاد دارد که قدمت غار لوماس ریشی به بعد از دوران حکمرانی آشوکا و نوه‌اش داشاراتا بازمی‌گردد و در انتهای دوره امپراطوری مائوریا، آخرین حکمران این امپراطوری، امپراتور بریهادراتا ساخته شد و در پی قتل بریهادراتا طی کودتای پوشیامیترا شونگا، بنیانگذار سلسله شونگا، در سال ۱۸۵ قبل از میلاد ادامه ساخت غار به‌طور غیرمنتظره متوقف گردید. همچنین پوشیامیترا شونگا به آزار و اذیت بودایی‌ها و آجیویکاها معروف است که همین امر بر توقف فوری و عدم ادامه ساخت غار دلالت دارد.

## کتیبه آنانتاوارمان (قرن پنجم-ششم میلادی)
تعدادی کتیبه هندو مربوط به سلسله ماوکاری، پادشاه آنانتاوارمان در قرن پنجم-ششم میلادی در غارهای بارابار وجود دارد: یک کتیبه از آنانتاوارمان در بالای درگاه غار لوماس ریشی، کتیبه غار گوپیکا و کتیبه غار واداتیکا که در گروه غارهای ناگارجونی هستند، همان غارهایی که کتیبه وقفی نوه آشوکا، داشاراتا در آن قرار دارد.
| ترجمه به انگلیسی | زبان اصلی سانسکریت (متن اصلی در غار لوماس ریشی) |
| --- | ----------------------------------------------- |
| اوم! او، آنانتاوارمان، که پسر عالی، تسخیر کننده قلب بشر، ساردولای برجسته، و دارای فضایل بسیار بزرگ، آراسته به تولد (عالی) خود در خاندان پادشاهان موخاری، - او که شهرت بی‌خطری داشت، با شادی و شادی که به شکلی زیبا به این شکل در جهان خود نشان می‌داد. (این) غار کوه پراوراگیری، از (خدا) کریشنا. (خط 3.) - ساردولای برجسته، با شهرت استوار، بهترین در میان سرداران، فرمانروای زمین شد، کسی که برای پادشاهان متخاصم مرگ بسیار بود. که درختی بود که میوه هایش آرزوهای محبوب او بود. که مشعل خانواده کاست جنگجو بود که با انجام نبردهای بسیار شکوهمند است. (و) که افسون افکار زنان دوست داشتنی، شبیه (خدا) اسمارا بود. (خط 5.) - بر هر دشمنی که پادشاه برجسته ساردولا با عصبانیت چشم اخم خود را که مردمک گشاد و لرزان و شفاف و محبوبش در میان ابروهای برافراشته سرخ شده است به سوی او می اندازد - تیر مرگباری که از ریسمان بی انتها رها می شود به سوی او می افتد. لذت که نام آنانتاورمان را دارد. |                                                 |